# Juan Antioqueno
Juan Antioqueno fue un cronista bizantino que probablemente procedía de Antioquía de Siria, y estuvo activo en la primera mitad del siglo VII. Se sabe que fue el autor de una historia universal cristiana, titulada Ίστορία χρονική, que abarcaba desde Adán hasta los primeros años del gobierno del emperador Heraclio. La datación del autor, de la que no se tiene una gran certeza, se debe principalmente a las frecuentes referencias que se dan en su obra al Breviarium de Eutropio que Juan Antioqueno conocía a través de unas traducciones de Peanio y Capitón del siglo VII. Su obra de conoce de forma muy fragmentaria, principalmente a través del volumen de Excerpta Constantiniana de virtutibus et vitiis, de insidiis, de legationibus que fue hecho en Constantinopla a mitad del siglo X y del Codex Parisinus escrito por Salmasio. 
Las fuentes principales de las que se nutre su obra fueron principalmente el Breviarium de Eutropio, para la parte desde la fundación de Roma hasta Valentiniano I y la cronografía de Juan Malalas, para la parte desde la creación del mundo hasta la guerra de Troya, pero empleó muchas otras, griegas y romanas. 